# Кохтаоя
Кохтаоя — ручей в России, протекает по территории Чернопорожского сельского поселения Сегежского района и Ругозерского сельского поселения Муезерского района Республики Карелии. Длина ручья — 13 км.
Ручей берёт начало из ламбины без названия на высоте выше 130 м над уровнем моря.
Течёт преимущественно в южном направлении по заболоченной местности. В среднем течении протекает через озеро Кохталамби.
Втекает на высоте 119,3 м над уровнем моря в озеро Ондозеро. Через Ондозеро протекает река Онда, втекающая, в свою очередь, в Нижний Выг
.
Населённые пункты на ручье отсутствуют.
Код объекта в государственном водном реестре — 02020001312202000006366.